# Nuoto artistico ai campionati europei di nuoto 2020 - Duo misto (programma tecnico)
La competizione di duo misto programma tecnico di nuoto artistico ai Campionati europei di nuoto 2020 si è svolta il 10 maggio 2021 presso la Duna Aréna di Budapest in Ungheria. In totale si sono contese il podio 4 coppie miste di atleti.

## Medaglie
| Posizione | Atleta                                 | Paese  |
| --------- | -------------------------------------- | ------ |
| Oro       | Majja Gurbanberdieva Aleksandr Mal'cev | Russia |
| Argento   | Emma García Pau Ribes                  | Spagna |
| Bronzo    | Isotta Sportelli Nicolò Ogliari        | Italia |

## Risultati
La finale ha avuto inizio alle 17:30 (Ora locale UTC+1).
| Pos.    | Atleti                                 | Nazione    | Punti      | Punti       | Punti    | Punti   |
| Pos.    | Atleti                                 | Nazione    | Esecuzione | Impressione | Elementi | Totale  |
| ------- | -------------------------------------- | ---------- | ---------- | ----------- | -------- | ------- |
| Oro     | Aleksandr Mal'cev Majja Gurbanberdieva | Russia     | 28.0000    | 27.4000     | 36.3963  | 91.7963 |
| Argento | Emma García Pau Ribes                  | Spagna     | 25.8000    | 25.9000     | 33.1694  | 84.8694 |
| Bronzo  | Isotta Sportelli Nicolò Ogliari        | Italia     | 23.6000    | 23.4000     | 30.4281  | 77.4281 |
| 4       | Silvia Solymosyová Jozef Solymosy      | Slovacchia | 22.2000    | 22.8000     | 28.3682  | 73.3682 |